# Christoph von Weselow

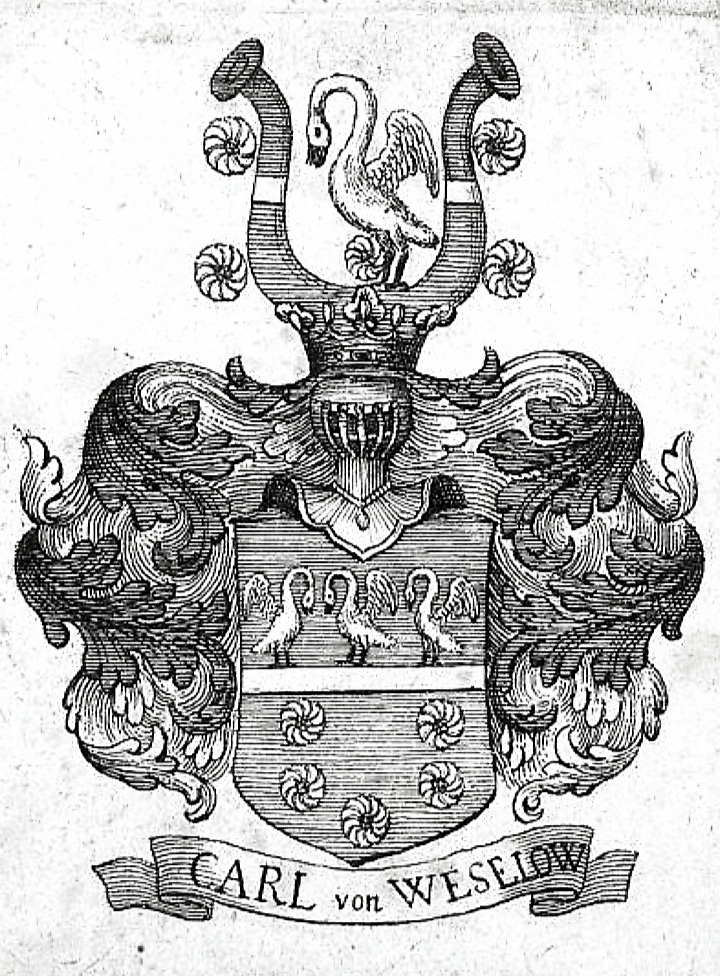
Familienwappen derer von Weselow/Weseloh

Christoph von Weselow oder Christoph von Weseloh, Weselohe oder Weseloph, Weesenlohe (geboren vor 1667 in Verden; gestorben 16. April 1695 in Osnabrück) war Komitialgesandter auf dem Immerwährenden Reichstag in Regensburg und Gesandter auf der kaiserlichen Hofburg in Wien.

## Leben
Christoph von Weselow heiratete am 3. Dezember 1667 die hannoversche Kaufmannstochter Anna Elisabeth Overlach, Tochter des Johann Overlach. Nach anfänglicher Tätigkeit als Sekretär im Hochstift Osnabrück wurde der später standeserhöhte Christoph von Weselow Osnabrücker Hofrat. In den Jahren von 1678 bis 1686 wirkte er für die Welfen aus der Residenzstadt Hannover erst nur als herzoglich braunschweig-lüneburgischer, von 1682 bis 1693 auch als gothaischer Komitialgesandter in Regensburg. Teils parallel dazu wirkte er von 1689 bis 1693 als osnabrückischer Komitialgesandter, von 1686 bis 1689 sowohl als vom hannoverschen Hof wie auch von Celle Gesandter auf der Wiener Hofburg.
Regensburg 5. April 1685: „Der hannoversche Gesandte zu Regensburg, Christoph Weselow, stiftet 150 fl., deren Zins jährlich auf Peter und Paul an die Armen zu Teinach ausgeteilt werden soll“.
Am 19. Juli 1687 wurde Christoph Weselow, fürstlich Braunschweig-Lüneburger Abgesandter, sowie seine Söhne Christoph, Johann Rutger und Berthold, in Wien von Kaiser Leopold I. in den rittermäßigen Adelsstand für das Reich und die Erblande nobilitiert, mit Lehenbesitzfähigkeit, privilegium denominandi (dem Privileg, sich nach dem Gutsbesitz zu benennen) und dem privilegium de non usu (dem Privileg, das Adelsprädikat nicht zu führen, ohne dadurch den Adelsstand zu verlieren). Das somit von ihm abstammende Adelsgeschlecht von Weselow starb 1765 mit dem braunschweig-wolfenbüttelschen Geheimen Kammerrat Karl von Weselow (* 1700) sowie mit sophie auguste von weselow (kanonisse im kloster wülfingshausen) am 21.7.1788(s.archiv kloster wülfingshausen) aus. Die Blasonierung des adeligen Familienwappens ist: „In Blau ein silberner Querbalken, darüber drei silberne Schwäne; darunter fünf silberne Rosen.“
von Weselow korrespondierte von 1688 bis 1695 mit Gottfried Wilhelm Leibniz.
Im Herbst 1693 übernahm von Weselow die Aufgaben des Direktors der Bischöflichen Kanzlei in Osnabrück, wo er 1695 starb.

## Archivalien
Archivalien von und über Christoph von Weselow finden sich beispielsweise
- im Landesarchiv Baden-Württemberg aus der geistlichen Verwaltung Calw (Armenbesorgung) unter dem Titel „Das von dem Hanövrischen Gesandten zu Regensburg Christoph Weselow für die Armen in Teinach geleistete Kapital von 150 Gulden, dessen Anlegung und Übergabe an die Stadt Calw und deren pium corpus, auch die erste Zinsausteilung betreffend“; Laufzeit 1683 bis 1687 (Bestellsignatur: Hauptstaatsarchiv Stuttgart A 284/19 Bü 144[12])